# Система розробки родовища похилими шарами
Система розробки родовища похилими шарами — система розробки, при якій потужний пласт за площинами напластування поділяється на шари завтовшки до 3,0-3,5 м, і кожний шар відпрацьовується системою розробки, що застосовується при розробці пластів середньої потужності. У переважній більшості випадків застосовується стовпова система розробки з виїмкою одинарними лавами і управлінням покрівлею повним обваленням, що зумовлює низхідний порядок відробки шарів.

## Загальний опис
Виїмка окремих шарів може здійснюватися послідовно, тобто через тривалі проміжки часу, або водночас з невеликим випередженням відробки одних шарів відносно інших в часі і просторі.
Послідовна виїмка характеризується незалежною підготовкою шарів поза зв'язком з іншими шарами за принципом шар-пласт. Доки не буде відпрацьований шар в межах крила поверху або виїмкового поля, очисні роботи в іншому шарі не здійснюються, а підготовка стовпів може вестися слідом за виїмкою першого шару, не випереджаючи його очисних робіт.
При одночасній виїмці шарів очисні роботи в межах виїмкового поля (або крила поверху) ведуться відразу в двох-трьох шарах з певним випередженням. Такий порядок виїмки шарів дозволяє розвивати значний фронт робіт і забезпечувати їх концентрацію, однак не виключає шкідливого впливу один на одного (по аналогії зі зближеними пластами).
Підготовка шахтного поля при розробці потужних пластів похилими шарами може бути будь-яка — поверхова, панельна або погоризонтна.
Системи розробки похилими шарами з обваленням покрівлі отримали на практиці найбільше розповсюдження. Вони широко застосовуються у Кузнецькому та Карагандинському вугільних басейнах, на родовищах Уралу і Середньої Азії. Можливість успішного застосування цих систем визначається фізико-механічними властивостями порід покрівлі пласта і терміном ущільнення обвалених порід.
Так, глинисті породи через декілька місяців настільки ущільнюються (наприклад, в Челябінському басейні — через 1-2 місяці), що під раніше відробленим шаром можна вести очисні роботи без будь-яких ускладнень, особливо при застосуванні механізованого кріплення огороджувально-підтримуючого типу.
Якщо ж покрівля пласта складена породами, які важко обвалюються та погано ущільнюються, то при виїмці верхнього шару по його підошві влаштовується штучний настил з обаполів або металевої сітки з дроту діаметром 2 мм і розміром вічок 20×20 мм. При виїмці нижнього шару кріплення здійснюється під цей настил.
Часто як природні межі шарів приймають породні прошарки в пласті. Чим більше завтовшки породний прошарок та міцніше породи, що його складають, тим ефективніше його роль. В залежності від розташування прошарків за потужністю пласта товщина шарів може бути різною (у межах 1,5-3,5 м). Залишення породних прошарків помітно знижує зольність вугілля, що видобувається, і забезпечує надійне перекриття шарів від проникнення в них обвалених порід.
В останній час на шахтах Кузнецького і Карагандинського басейнів (Російська Федерація) виїмку потужних пластів здійснюють із залишенням між шарами пачок вугілля завтовшки від 0,3 до 1,0 м. Робота механізованих комплексів під захистом таких пачок забезпечує більш високі показники. Однак при цьому на 10-20 % збільшуються експлуатаційні втрати за потужністю пласта і зростає ймовірність виникнення пожеж.

### Система розробки похилими шарами з виїмкою лавами за простяганням
На рис. 1 наведений найбільш характерний варіант системи розробки похилими шарами з виїмкою лавами за простяганням при одночасній розробці шарів з обваленням покрівлі.

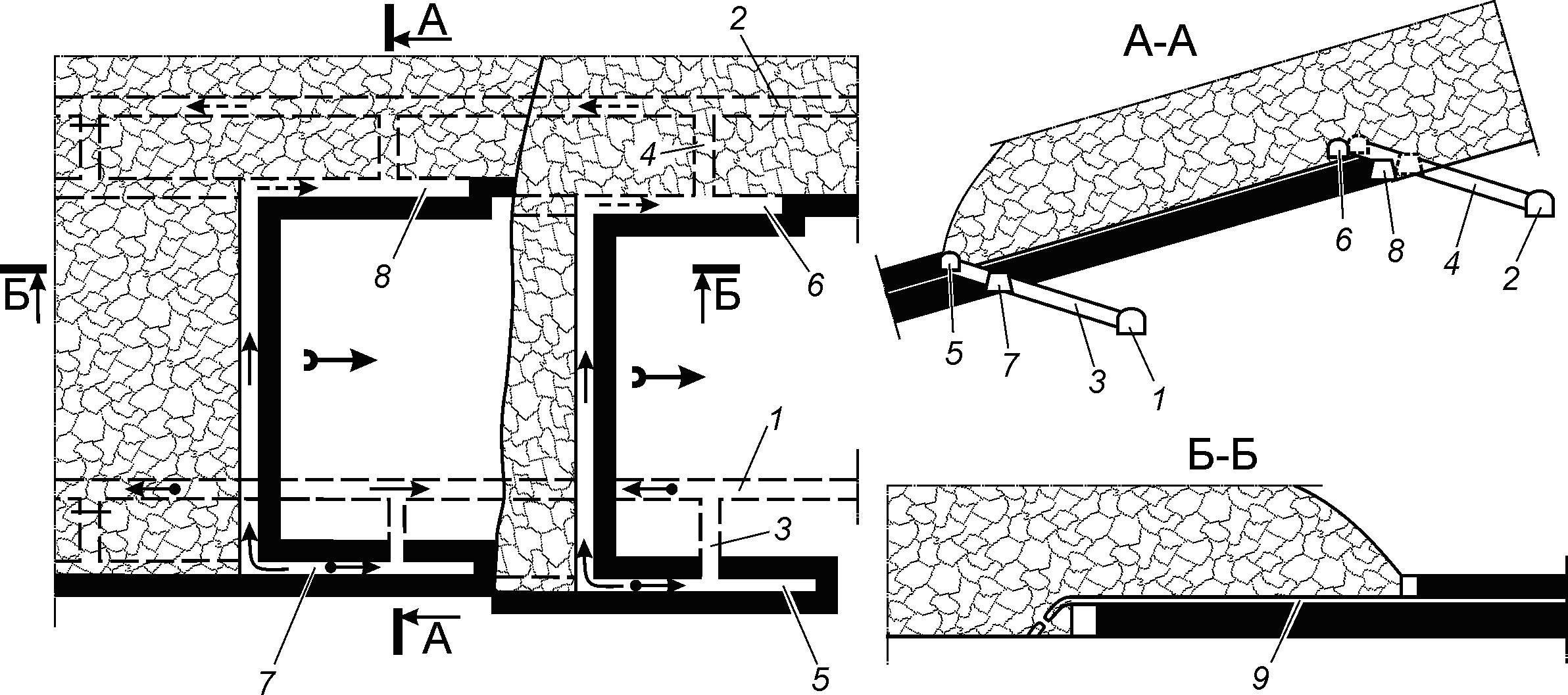
Рисунок 1 — Система розробки похилими шарами з виїмкою за простяганням і обваленням покрівлі
1 — транспортний польовий поверховий штрек; 2 — те ж вентиляційний; 3 — транспортний похилий проміжний квершлаг; 4 — те ж вентиляційний; 5 — шаровий транспортний штрек верхнього шару; 6 — те ж вентиляційний; 7 — шаровий транспортний штрек нижнього шару; 8 — те ж вентиляційний; 9 — породний прошарок у пласті.

Польові поверхові або ярусні штреки розташовуються в лежачому боці пласта і з'єднуються з шаровими конвеєрними штреками похилими проміжними квершлагами. При кутах падіння пласта понад 15° більш прийнятними є горизонтальні квершлаги, котрі більш зручні в експлуатації. При відробці розташованого нижче поверху (ярусу) польові транспортні штреки і проміжні квершлаги здебільшого використовуються повторно як вентиляційні.
У кожному шарі проводяться свої транспортний і вентиляційний штреки, які отримали назву шарових. Вони проводяться вприсічку до виробленого простору, що забезпечує їхню кращу стійкість і знижує втрати вугілля в міжповерхових ціликах.
Розробка верхнього шару ведеться з випередженням відносно нижнього. Величина випередження визначається, виходячи з мінімально допустимого відставання вибою вентиляційного штрека нижнього шару, який проводиться вприсічку, по відношенню до очисного вибою верхнього шару, і знаходиться в межах 60-120 м в залежності від міцності порід покрівлі. Крім того, необхідно також дотримуватись допустимого регламентованого випередження лави верхнього шару по відношенню до лави нижнього шару, яке повинно прийматися не менш кроку обвалення порід основної покрівлі, а за відсутності даних про його величину — не менш за 100 м.
Виїмка вугілля у верхньому шарі здійснюється комплексами з кріпленням підтримуючого, а в нижньому — огороджувально-підтримуючого типу. Вугілля з лав транспортується конвеєрами шаровими штреками до переднього проміжного квершлага і далі на польовий транспортний штрек.
Провітрювання лав — зворотноточне. Свіжий струмінь повітря надходить поверховим транспортним штреком, після чого через відповідні промквершлаги і шарові транспортні штреки йде у лави кожного шару, а з них відроблені струмені шаровими вентиляційними штреками і проміжними квершлагами відводяться на поверховий вентиляційний штрек.
Достоїнства системи розробки похилими шарами з виїмкою за простяганням і обваленням покрівлі: можливість застосування високопродуктивної техніки у довгих очисних вибоях, включаючи комплекси і агрегати; концентрація робіт на одному пласті при одночасній відробці декількох шарів; можливість залишення породних прошарків у пласті при використанні їх як площин, що розділяють окремі шари; можливість роздільної виїмки пласта за марками вугілля (наприклад, здатних до коксування і не здатних) при розробці їх самостійними шарами.
Недоліки: складність зведення попереднього кріплення (настилу) у випадках, коли воно зводиться; значні втрати вугілля і, як слідство, висока пожежна небезпечність; значні зсування поверхні при управлінні покрівлею повним обваленням.
Умови застосування системи досить широкі, завдяки чому вона має найбільше розповсюдження серед шарових систем, а саме: пологі і похилі пласти з витриманою потужністю понад 4-5 м, будь-якої газоносності і небезпечності з викидів. Найбільш успішним є застосування цієї системи на пластах з породами покрівлі пласта, які легко обвалюються і здатні добре ущільнюватися, а на поверхні, що підробляється, не вимагається охорона будинків і споруд.

### Система розробки похилими шарами з обваленням покрівлі і виїмкою за падінням

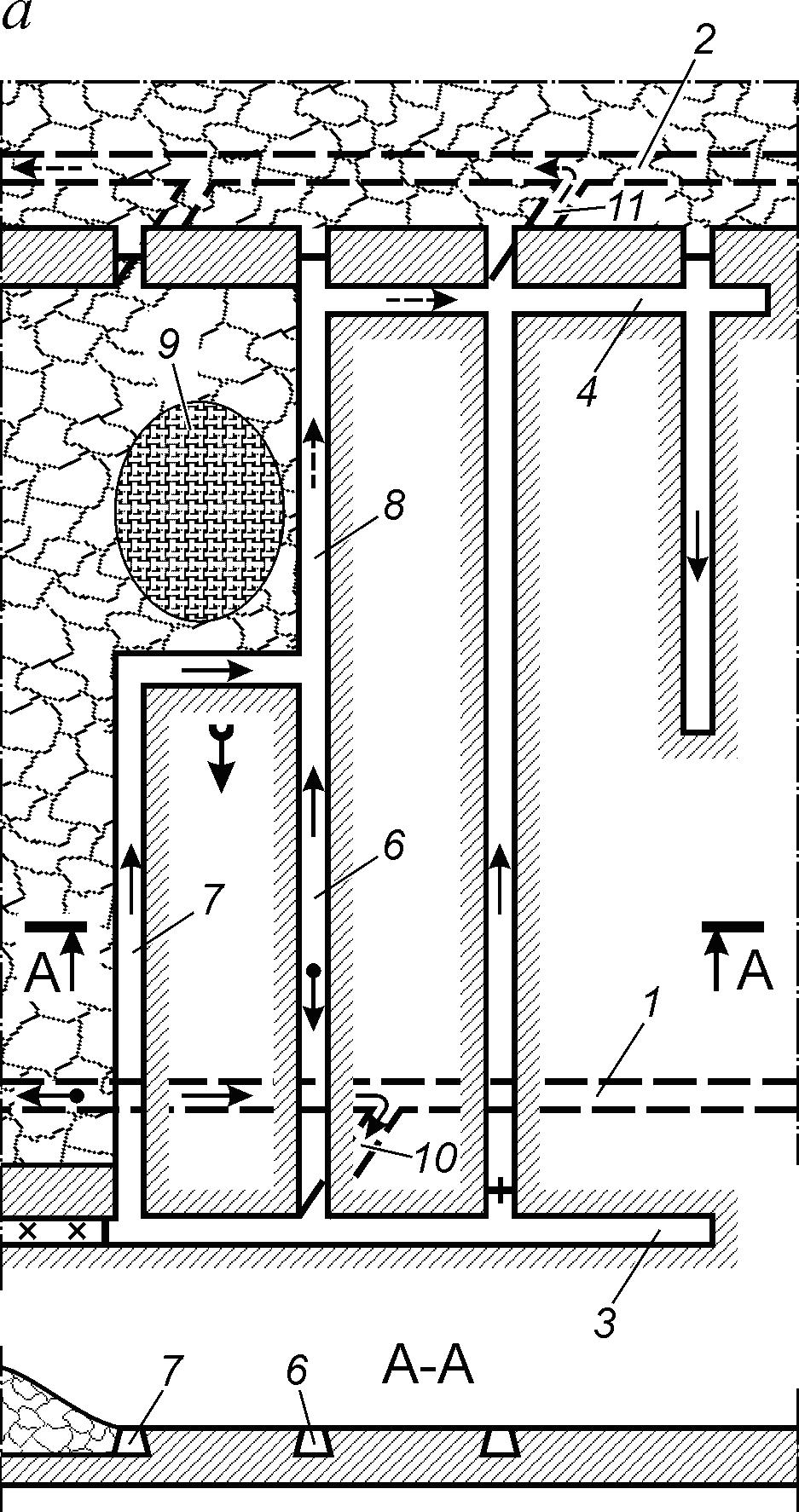

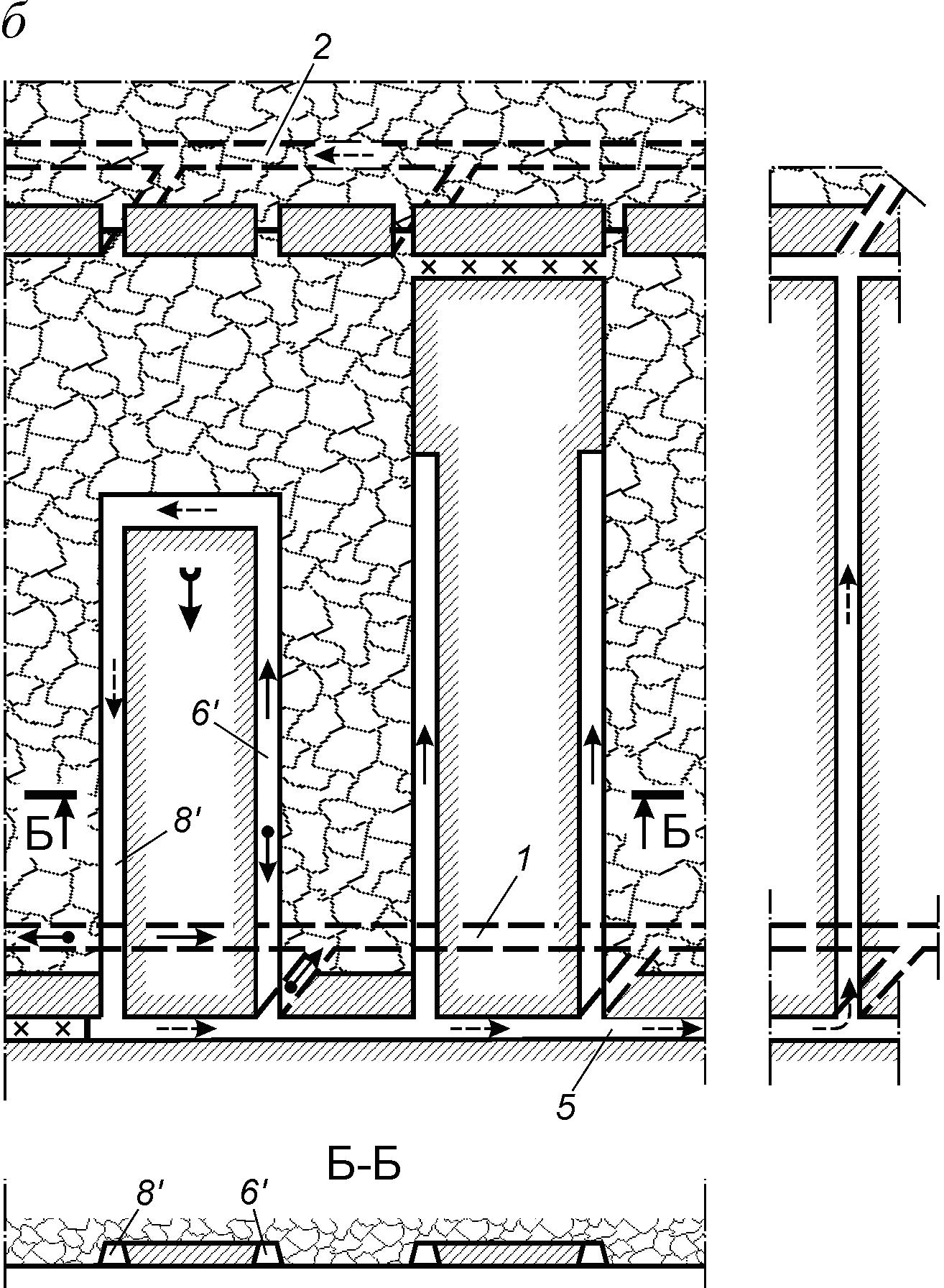
Рисунок 2 — Система розробки похилими шарами з обваленням покрівлі і виїмкою за падінням: а — верхній шар; б — нижній шар
1 — польовий головний транспортний штрек; 2 — те ж вентиляційний; 3 — транспортний пластовий штрек верхнього шару; 4 — те ж вентиляційний; 5 — вентиляційний штрек нижнього шару; 6 — виїмковий бремсберг верхнього шару; 6' — те ж нижнього шару; 7 — повітроподавальний хідник верхнього шару; 8 — вентиляційний хідник верхнього шару; 8' — те ж нижнього шару; 9 — гнучке перекриття; 10 — транспортний проміжний квершлаг; 11 — те ж вентиляційний.

При системах розробки похилими шарами з виїмкою за падінням і обваленням покрівлі (рис. 2) пласт відпрацьовується двома похилими шарами. У верхньому шарі застосовується комбінована система розробки стовпової з суцільною із підсвіженням вихідного струменя повітря, що зумовлюється високою багатогазністю виробок шару, оскільки переважна частина газу всього пласта надходить у верхній шар. Охорона вентиляційного хідника у виробленому просторі здійснюється двох — або трьохрядною органкою. По мірі виїмки шару на його підошві настилається гнучке перекриття, під захистом якого ведеться відробка нижнього шару стовповою системою розробки.
Переваги цієї системи розробки такі ж, як і у розглянутої вище, з доданням постійності довжини лави, збільшення розмірів виїмкових стовпів і відсутності ціликів для охорони виїмкових виробок, що зменшує загальні втрати вугілля.
До недоліків системи розробки похилими шарами з обваленням покрівлі при виїмці за падінням крім зазначених для попередньої системи додається обмеження області її застосування: ненаводнені пласти з кутами падіння до 10°.
Системи розробки похилими шарами із закладкою виробленого простору мають такі ж конструктивні елементи, що й системи з управлінням покрівлею обваленням. Відзнака їх полягає у тому, що виїмка шарів може здійснюватися як у висхідному, так і у низхідному порядку, причому, в шарах можуть застосовуватися не тільки довгі, але й короткі очисні вибої (заходки).
Найбільш розповсюдженим є варіант виїмки шарів у висхідному порядку, при якому покрівлею шару служить товща вугілля (або породного прошарку), що забезпечує більш надійну і безпечну роботу в очисному вибої, ніж при виїмці шарів у низхідному порядку, при якому покрівлею шару є закладка.
Застосовуються наступні варіанти системи розробки похилими шарами із закладкою: з виїмкою шарів лавами за простяганням; з виїмкою шарів смугами за простяганням.

### Система розробки потужного пласта похилими шарами із закладкою і виїмкою смугами за простяганням
Оскільки у конструктивному відношенні система розробки з виїмкою лавами за простяганням мало чим відрізняється від аналогічних систем з управлінням покрівлею повним обваленням, розглянемо більш докладніше варіант системи розробки з виїмкою смугами за простяганням, що отримала розповсюдження при розробці потужних крутих і похилих пластів (рис. 3). Застосовується ця система як з гідравлічною, так і з пневматичною закладкою. При висхідному порядку відробки шарів перевагу віддають гідравлічній закладці, яка дешевше і забезпечує більшу щільність закладного масиву.

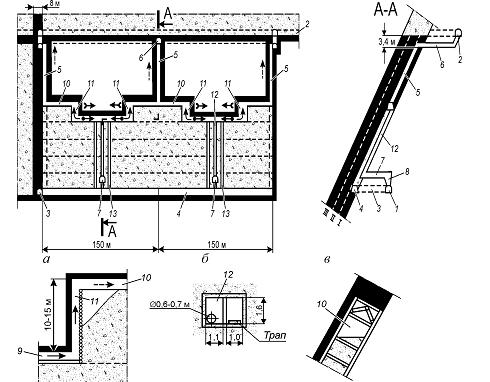
Рисунок 3 — Система розробки потужного пласта похилими шарами із закладкою і виїмкою смугами за простяганням: а — вибій смуги; б — вуглеспускна піч; в — деталі кріплення смуги 1 — польовий поверховий транспортний штрек; 2 — те ж вентиляційний; 3 — транспортний промквершлаг; 4 — пластовий основний штрек; 5 — шарова закладна і вентиляційна піч; 6 — вентиляційний промквершлаг; 7 — конвеєрний квершлаг; 8 — бункер-скат; 9 — транспортний смуговий штрек; 10 — те ж вентиляційний; 11 — очисний вибій (смуга); 12 — вуглеспускна піч; 13 — дренажна піч.

Сутність системи полягає в тому, що поверх похилою висотою близько 100 м поділяється за простяганням здебільшого на односторонні виїмкові поля, кожне з яких, у свою чергу, поділяється на 2-3 виїмкових дільниці завдовжки за простяганням 100—150 м кожна.
Виїмкове поле за висотою поверху поділяється на смуги (короткі лави), ширина яких лежить у межах 10-15 м. Виїмка смуг у шарі здійснюється у висхідному порядку — від основного штреку до вентиляційного.
Підготовка виїмкового поля починається з проведення проміжного квершлагу, від якого біля лежачого боку пласта проводять пластовий штрек, що згодом переобладнують у водозбірник. З основного штреку до вентиляційного горизонту на межах і всередині виїмкового поля проводять закладні печі, що на вентиляційному горизонті з'єднують з квершлагами, які проводять від польового вентиляційного штреку.
Всередині кожної виїмкової дільниці над основним штреком проводять короткі транспортні квершлаги, обладнані стрічковими конвеєрами. Ці квершлаги у лежачого боку пласта примикають до вуглеспускних печей, а на іншому кінці через скати-бункери з'єднуються з польовим транспортним штреком.
Перша нижня смуга у нижньому шарі відпрацьовується без залишення цілика над основним штреком. Відбите в цій смузі вугілля надходить безпосередньо на цей штрек і далі через проміжний квершлаг на польовий транспортний штрек. Вироблений простір нижньої смуги закладається до рівня верхняків основного штрека, які зверху перекривають суцільним накатником зі стояків, а потім обшивають зверху металевою сіткою і посилюють багатокутнім стропильним кріпленням. Таким чином, основний штрек у виїмковому полі залишається і підтримується у закладному масиві і після виїмки нижньої смуги нижнього шару використовується як водозбірник для нижнього і другого шарів.
Очисні роботи в кожній виїмковій дільниці ведуть від закладних печей до вуглеспускної, що споруджується у закладному масиві. Поруч з вуглеспускною піччю по обидві сторони від неї на відстані 4-5 м споруджують дренажні печі, призначені для осушування закладного масиву. Вуглеспускна піч має два відділення: одне — для спуску вугілля, котре обшивається у підошви листовою сталлю або ж обладнується сталевими трубами діаметром 0,6-0,7 м (як показано на рис. 3), друге — для пересування людей, обладнане східцями.
Відбивання вугілля у вибої смуги здійснюється буро-підривним способом або відбійними молотками, кріплення — дерев'яними рамами. Верхня рама посилюється стропильним кріпленням для відвернення обвалення вугілля.
Після посування вибою на відстань 10-15 м (крок закладки) виїмка вугілля тимчасово припиняється і здійснюється закладка виробленого простору. Закладний матеріал подається у вибої з вентиляційного горизонту закладними печами. При зведенні закладки верхня частина смуги залишається незабученою, в результаті чого утворюється штучний смуговий штрек, що служить для прокладання закладного трубопроводу, подача матеріалів у вибій смуги і вентиляції. У наступному при виїмці суміжної розташованої вище смуги цей штрек використовується для транспортування вугілля скребковим конвеєром від очисного вибою до вуглеспускної печі.
Таким чином, кожний очисний вибій смуги обслуговується двома смуговими штреками: верхнім вентиляційним і нижнім транспортним. По мірі посування вибою верхній смуговий штрек подовжується, залишаючись у закладному масиві, а нижній закладається, що є характерною особливістю цієї системи розробки.
По закінченню виїмки нижнього шару у виїмковій дільниці приступають до виїмки другого шару. Для його підготовки проводять нижній смуговий штрек і закладні печі. Оскільки водозбірник використовується повторно і для другого шару, нижній смуговий штрек останнього проводиться на рівні конвеєрного квершлага на 4-5 м вище транспортного горизонту, і таким чином під ним залишається цілик 4-5 м.
Достоїнства системи розробки похилими шарами з виїмкою смугами за простяганням: відпадає потреба у проведенні і перекріпленні виїмкових штреків, бо вони штучно утворюються у виробленому просторі і задовільно зберігаються в закладному масиві; досить широка область застосування; висока концентрація робіт; відокремлене провітрювання очисних вибоїв; порівняно невеликі втрати вугілля; зменшення небезпеки самозапалювання вугілля; висока щільність закладного масиву, що забезпечує цілість поверхні від зсування.
Недоліки системи: великий обсяг проведення закладних печей, які проводяться у кожному шарі, вуглеспускних і дренажних печей, що споруджуються в закладному масиві; складність механізації очисних робіт у смузі; великі витрати лісоматеріалів; висока трудомісткість закладних робіт.
Умови застосування: потужність пласта — 4-12 м; кут падіння — понад 30-35°; вугілля — не нижче середньої міцності.